# Alocobisium philippinense
Alocobisium philippinense är en spindeldjursart som beskrevs av Beier 1966. Alocobisium philippinense ingår i släktet Alocobisium och familjen spinnklokrypare. Inga underarter finns listade i Catalogue of Life.